# Comunidad Ciudadana
Comunidad Ciudadana (abreviado como CC) fue una alianza política boliviana fundada en 2018 y liderado por el expresidente Carlos Mesa. La alianza estuvo conformada por los partidos políticos Frente Revolucionario de Izquierda (FRI), Soberanía y Libertad para Bolivia (Sol.bo), Chuquisaca Somos Todos (CST), Primero la Gente (PG) y la Agrupación Ciudadana Jesús Lara (JESUCA).
La campaña de la CC se centró en condenar la candidatura del entonces presidente Evo Morales a un controvertido cuarto mandato consecutivo de cinco años, el cual no acato el Artículo 168 de la constitución boliviana e ignoro una consulta popular en febrero de 2016. Las elecciones tuvieron lugar el 20 de octubre de 2019. Con un conteo preliminar de votos del 45% para el actual presidente Evo Morales y del 38% para su principal rival, el expresidente Carlos Mesa, después de que se contaron el 83% de los votos, no parecía probable que se cumpliera ninguna de esas condiciones. Por lo tanto, el 15 de diciembre se celebraría una segunda vuelta entre esos dos candidatos.
Sin embargo, después de esa cifra del 83% del total, no se realizaron más actualizaciones de los resultados preliminares después de las 19:40 horas hora local, lo que causó consternación entre los políticos de la oposición y los observadores electorales desplegados por la Organización de Estados Americanos; El candidato Mesa calificó la suspensión de "gravísima" y habló de manipulación, mientras que la OEA dijo que era esencial una explicación. Las autoridades electorales explicaron que las actualizaciones del escrutinio preliminar se habían detenido porque se comenzaban a publicar los resultados oficiales; Sin embargo, no se publicaron resultados oficiales durante la noche.

## Historia

### Fundación
La alianza fue establecida el 13 de noviembre de 2018 con el objetivo de sostener la candidatura de Carlos Mesa de cara a las elecciones generales bolivianas de 2019. Inicialmente, la alianza Comunidad Ciudadana nació a la vida política del país conformada por dos partidos políticos, los cuales eran: el Frente Revolucionario de Izquierda (FRI) y Soberanía y Libertad para Bolivia (Sol.Bo). Posteriormente se sumarian Chuquisaca Somos Todos (CST), Primero la Gente (PG) y la Agrupación Ciudadana Jesús Lara (JESUCA).
Sin embargo, con el tiempo los partidos conformantes a causa de diferencias internas empezarían a abandonar uno a uno la alianza, hasta que finalmente para las elecciones generales de 2025 el Frente Revolucionario de Izquierda (FRI), el partido fundador terminaría abandonando la alianza.

### Elecciones de 2019
La candidatura de Carlos Mesa fue confirmada el 6 de octubre de 2018, luego de que este decidiera públicamente aceptar el ofrecimiento del FRI de ser su candidato presidencial. El FRI inscribió su candidatura a las primarias de enero en conjunto con Sol.Bo, que presenta al exministro de estado de Carlos Mesa, Gustavo Pedraza como candidato a vicepresidente que acompañará a Mesa.
La coalición centró su propuesta mayormente en rechazar la polémica cuarta candidatura del presidente en ejercicio Evo Morales (que gobernó desde 2006 hasta 2019) y su vicepresidente Álvaro García Linera, del Movimiento al Socialismo (MAS), que fueron habilitados para buscar un cuarto mandato luego de un fallo judicial favorable, pese a la derrota en un referéndum constitucional realizado para tal fin en febrero de 2016.

#### Elecciones primarias de 2019
En las elecciones primarias del 27 de enero de 2019, la alianza Comunidad Ciudadana recibió 4.465 votos (con una participación del 5% de sus militantes), de los cuales 3.611 fueron para el binomio Mesa-Pedraza (único participante en la primaria de la alianza), y siendo también, la cuarta fuerza política y/o alianza en obtener votación.

#### Elecciones nacionales de 2019

##### Apoyo externo
Legalmente, la alianza estaba compuesta únicamente por 2 partidos: el FRI y Sol.Bo. Sin embargo, debido al crecimiento en gran medida del candidato Carlos Mesa en las encuestas electorales, este empezó a recibir el apoyo externo de numerosas fuerzas y figuras políticas opositoras del país, con el objetivo de unificar un voto útil en contra del Masismo. 
Entre las organizaciones y partidos que empezaron a apoyar a la alianza Comunidad Ciudadana se encontraban las siguientes:
- Frente de Unidad Nacional, encabezado por Samuel Doria Medina (quien anteriormente se ubicó en el segundo puesto en las elecciones presidenciales de 2014) anunció su apoyo a CC el 24 de septiembre de 2019.

- El 9 de octubre de 2019, la Agrupación Fuerza Kochala dio su apoyo a la Alianza Comunidad Ciudadana.[12]

- El 16 de octubre de 2019, la alianza Comunidad Ciudadana  recibió el apoyo de miembros de partidos que no adherían formalmente a su alianza.[13]

El 30 de septiembre de 2019, los miembros de la coalición confirmaron que disputarían juntos las elecciones subnacionales de 2020.

##### Resultados y anulación
Durante las elecciones nacionales de 2019, la alianza Comunidad Ciudadana logró salir en segundo lugar, logrando obtener el apoyo de 2 240 920 votos, lo cual representa al 36,51 % de la votación total a nivel nacional.
Tras graves acusaciones de fraude, el gobierno de Evo Morales cayó y dicha elección sería anulada semanas después mediante ley, promulgada por la Presidenta interina de ese entonces, Jeanine Áñez Chávez.

### Elecciones generales de 2020
El 24 de enero de 2020 se anunció que la coalición ganaba tres nuevos aliados y perdía uno. Ganaba a la Agrupación Ciudadana Jesús Lara (Cochabamba), Primero la Gente (Tarija) y Chuquisaca Somos Todos (Chuquisaca). A su vez, perdía a SOL.bo, del alcalde de La Paz Luis Revilla, quien se adhirió a la coalición Juntos de la entonces presidenta Añez, quien renunciaría a su candidatura el 18 de septiembre.
Durante las elecciones presidenciales del 18 de octubre de 2020 el candidato por CC Carlos Mesa obtuvo solo un 28,8% del electorado, perdiendo frente a Luis Arce del Movimiento al Socialismo que se impuso con 55,11%.

### Elecciones subnacionales de 2021
Entre noviembre de 2020 y enero de 2021, Comunidad Ciudadana planifica su estrategia para las subnacionales.
Luego lanza su sigla Comunidad Ciudadana-Autonomías para Bolivia (C-A) en todos los departamentos excepto Beni, Pando y Tarija. 
En el Beni hace una alianza con la bancada departamental de Creemos formando "Cambiemos". 
En Pando también con la bancada departamental de Creemos y también con Unidad Nacional, el Movimiento Demócrata Social, Columna de Integración y otras agrupaciones formando "Comunidad de Integración Democrática" (CID) 
En Tarija con Todos y SOL.bo Tarija formando "Comunidad de Todos"
En Chuquisaca rompe, por diferencias internas, su alianza con Chuquisaca Somos Todos postulando un candidato de C-A por separado, aunque luego vuelve a formarla para la segunda vuelta electoral, con C-A dando apoyo a CST como inicialmente lo hizo en las elecciones generales con Carlos Mesa.
En 2021, CC presenta candidatos a gobernadores en todos los departamentos excepto Santa Cruz.
Gana las alcaldías de Camiri, Colcapirhua, Ingavi, Puerto Rico, San Pedro de Manuripi y Santos Mercado. Los últimos 4 en Pando, el departamento donde tuvo su mejor desempeño. Además de ganar en la elección de Corregidor en San Ramón, en el departamento del Beni.

## Partidos miembros

### Partidos políticos
| Partido                                        | Partido                                        | Partido                                        | Presidente/Líder                               | Ideología                                                 | Posición                                       | Apoyo                                          | Apoyo                                          | Ref.                                           |
| Partido                                        | Partido                                        | Partido                                        | Presidente/Líder                               | Ideología                                                 | Posición                                       | Desde                                          | Hasta                                          | Ref.                                           |
| Elecciones generales de Bolivia de 2019 y 2020 | Elecciones generales de Bolivia de 2019 y 2020 | Elecciones generales de Bolivia de 2019 y 2020 | Elecciones generales de Bolivia de 2019 y 2020 | Elecciones generales de Bolivia de 2019 y 2020            | Elecciones generales de Bolivia de 2019 y 2020 | Elecciones generales de Bolivia de 2019 y 2020 | Elecciones generales de Bolivia de 2019 y 2020 | Elecciones generales de Bolivia de 2019 y 2020 |
| ---------------------------------------------- | ---------------------------------------------- | ---------------------------------------------- | ---------------------------------------------- | --------------------------------------------------------- | ---------------------------------------------- | ---------------------------------------------- | ---------------------------------------------- | ---------------------------------------------- |
|                                                |                                                | Frente Revolucionario de Izquierda             | Edgar Guzmán                                   | Reformismo Socialdemocracia                               | Centro-izquierda                               | 13 de noviembre de 2018                        | 17 de diciembre de 2024                        |                                                |
|                                                |                                                | Soberanía y Libertad para Bolivia (SOL.Bo)     | Luis Revilla                                   | Socialdemocracia                                          | Centro-izquierda                               | 13 de noviembre de 2018                        | 23 de enero de 2020                            |                                                |
|                                                | {{{descripción}}}                              | Frente de Unidad Nacional                      | Samuel Doria Medina                            | Socialdemocracia Socioliberalismo Desarrollismo Populismo | Centro                                         | 24 de septiembre de 2019                       | 23 de enero de 2020                            |                                                |
|                                                |                                                | Chuquisaca Somos Todos (CST)                   | Damián Condori                                 | Socialdemocracia                                          | Centro-izquierda                               | 24 de enero de 2020                            | 9 de enero de 2025                             |                                                |
|                                                |                                                | Primero la Gente (PG)                          | Rodrigo Paz Pereira                            | Reformismo Socialdemocracia                               | Centro-izquierda                               | 24 de enero de 2020                            | 22 de abril de 2025                            |                                                |

## Composición legislativa

### Cámara de Diputados
| Bancada | Bancada         | Retrato                 | Nombre                             | Partido                            | Partido                            | Dpto.                | Circ.                  | Mandato                | Mandato                |
| Bancada | Bancada         | Retrato                 | Nombre                             | Partido                            | Partido                            | Dpto.                | Circ.                  | Inicio                 | Fin                    |
| ------- | --------------- | ----------------------- | ---------------------------------- | ---------------------------------- | ---------------------------------- | -------------------- | ---------------------- | ---------------------- | ---------------------- |
|         | APB Súmate (10) |                         | Pamela Alurralde                   |                                    | Frente Revolucionario de Izquierda | Chuquisaca           | Plurinominal           | 3 de noviembre de 2020 | 3 de noviembre de 2025 |
|         | APB Súmate (10) | Marcelo Pedrazas        |                                    | Comunidad Ciudadana                | Plurinominal                       | Chuquisaca           |                        | 3 de noviembre de 2020 | 3 de noviembre de 2025 |
|         | APB Súmate (10) | Pablo Arízaga           |                                    | Chuquisaca Somos Todos (CST)       | 1                                  | Chuquisaca           |                        | 3 de noviembre de 2020 | 3 de noviembre de 2025 |
|         | APB Súmate (10) | Lily Fernández          |                                    | Comunidad Ciudadana                | 2                                  | Chuquisaca           |                        | 3 de noviembre de 2020 | 3 de noviembre de 2025 |
|         | APB Súmate (10) | Miguel Roca             | Comunidad Ciudadana (2020-2025)    | La Paz                             | 7                                  |                      |                        | 3 de noviembre de 2020 | 3 de noviembre de 2025 |
|         | APB Súmate (10) | Miguel Roca             | ADN-MNR-PDC-NGP (2025)             | La Paz                             | 7                                  |                      |                        | 3 de noviembre de 2020 | 3 de noviembre de 2025 |
|         | APB Súmate (10) | Alejandra Camargo       |                                    | Comunidad Ciudadana                | Cochabamba                         | Plurinominal         |                        | 3 de noviembre de 2020 | 3 de noviembre de 2025 |
|         | APB Súmate (10) | Mariel Peñaloza         |                                    | Frente Revolucionario de Izquierda | Oruro                              | Plurinominal         |                        | 3 de noviembre de 2020 | 3 de noviembre de 2025 |
|         | APB Súmate (10) | Mónica Torres           |                                    | Comunidad Ciudadana                | Potosí                             | 34                   |                        | 3 de noviembre de 2020 | 3 de noviembre de 2025 |
|         | APB Súmate (10) | Edwin Rosas             |                                    | Primero la Gente (PG) (2020-2021)  | Tarija                             | 40                   |                        | 3 de noviembre de 2020 | 3 de noviembre de 2025 |
|         | APB Súmate (10) | Edwin Rosas             | Indep. (2021-2024)                 |                                    | Tarija                             | 40                   |                        | 3 de noviembre de 2020 | 3 de noviembre de 2025 |
|         | APB Súmate (10) | Daniel Prieto           |                                    | Comunidad Ciudadana                | Santa Cruz                         | Plurinominal         |                        | 3 de noviembre de 2020 | 3 de noviembre de 2025 |
|         | Unidad (13)     |                         | Marlene Fernández                  |                                    | Comunidad Ciudadana                | Chuquisaca           | Plurinominal           | 3 de noviembre de 2020 | 3 de noviembre de 2025 |
|         | Unidad (13)     | Carlos Alarcón          | Comunidad Ciudadana                | La Paz                             | Plurinominal                       |                      |                        | 3 de noviembre de 2020 | 3 de noviembre de 2025 |
|         | Unidad (13)     | Gabriela Ferrel         | Comunidad Ciudadana                | La Paz                             | Plurinominal                       |                      |                        | 3 de noviembre de 2020 | 3 de noviembre de 2025 |
|         | Unidad (13)     | Toribia Lero            | Comunidad Ciudadana                | Cochabamba                         | Plurinominal                       |                      |                        | 3 de noviembre de 2020 | 3 de noviembre de 2025 |
|         | Unidad (13)     | Saúl Lara               | Comunidad Ciudadana                | Cochabamba                         | Plurinominal                       |                      |                        | 3 de noviembre de 2020 | 3 de noviembre de 2025 |
|         | Unidad (13)     | Samantha Nogales        | Comunidad Ciudadana                | Cochabamba                         | Plurinominal                       |                      |                        | 3 de noviembre de 2020 | 3 de noviembre de 2025 |
|         | Unidad (13)     | Mayra Zalles (suplente) | Comunidad Ciudadana                | Cochabamba                         | 20                                 | 6 de octubre de 2021 |                        |                        | 3 de noviembre de 2025 |
|         | Unidad (13)     | Enrique Urquidi         |                                    | Frente Revolucionario de Izquierda | Oruro                              | Plurinominal         | 3 de noviembre de 2020 |                        | 3 de noviembre de 2025 |
|         | Unidad (13)     | Guillermo Benavides     | Frente Revolucionario de Izquierda | Potosí                             | Plurinominal                       |                      | 3 de noviembre de 2020 |                        | 3 de noviembre de 2025 |
|         | Unidad (13)     | Juan Pardo              |                                    | Potosí                             | Comunidad Ciudadana                | Plurinominal         | 3 de noviembre de 2020 |                        | 3 de noviembre de 2025 |
|         | Unidad (13)     | Juan José Torrez        | Comunidad Ciudadana                | Potosí                             | 33                                 |                      | 3 de noviembre de 2020 |                        | 3 de noviembre de 2025 |
|         | Unidad (13)     | Senaida Rojas           | Comunidad Ciudadana                | Santa Cruz                         | Plurinominal                       |                      | 3 de noviembre de 2020 |                        | 3 de noviembre de 2025 |
|         | Unidad (13)     | Aldo Terrazas           | Comunidad Ciudadana                | Santa Cruz                         | Plurinominal                       |                      | 3 de noviembre de 2020 |                        | 3 de noviembre de 2025 |

### Cámara de Senadores
| Bancada | Bancada                         | Retrato           | Nombre                             | Partido             | Partido                            | Dpto.                 | Mandato                | Mandato                |
| Bancada | Bancada                         | Retrato           | Nombre                             | Partido             | Partido                            | Dpto.                 | Inicio                 | Fin                    |
| ------- | ------------------------------- | ----------------- | ---------------------------------- | ------------------- | ---------------------------------- | --------------------- | ---------------------- | ---------------------- |
|         | Comunidad Ciudadana (4)         |                   | Silvia Salame                      |                     | Indep. (2023-2025)                 | Chuquisaca            | 3 de noviembre de 2020 | 3 de noviembre de 2025 |
|         | Comunidad Ciudadana (4)         | Vania Rocha       |                                    | Comunidad Ciudadana | Oruro                              |                       | 3 de noviembre de 2020 | 3 de noviembre de 2025 |
|         | Comunidad Ciudadana (4)         | Cecilia Moyoviri  | Comunidad Ciudadana                | Beni                |                                    |                       | 3 de noviembre de 2020 | 3 de noviembre de 2025 |
|         | Comunidad Ciudadana (4)         | Corina Ferreira   |                                    | Unidad (2024-2025)  | Pando                              |                       | 3 de noviembre de 2020 | 3 de noviembre de 2025 |
|         | Comunidad Ciudadana (4)         | Corina Ferreira   | Comunidad Ciudadana                |                     | Pando                              |                       | 3 de noviembre de 2020 | 3 de noviembre de 2025 |
|         | Unidad (3)                      |                   | Cecilia Requena                    | Comunidad Ciudadana | La Paz                             |                       | 3 de noviembre de 2020 | 3 de noviembre de 2025 |
|         | Unidad (3)                      | Andrea Barrientos | Comunidad Ciudadana                | Cochabamba          |                                    |                       | 3 de noviembre de 2020 | 3 de noviembre de 2025 |
|         | Unidad (3)                      | Walter Justiniano | Comunidad Ciudadana                | Beni                |                                    |                       | 3 de noviembre de 2020 | 3 de noviembre de 2025 |
|         | Libre (3)                       |                   | Santiago Ticona                    |                     | Frente Revolucionario de Izquierda | Chuquisaca            | 3 de noviembre de 2020 | 3 de noviembre de 2025 |
|         | Libre (3)                       | Daly Santa María  | Frente Revolucionario de Izquierda | Potosí              |                                    |                       | 3 de noviembre de 2020 | 3 de noviembre de 2025 |
|         | Libre (3)                       | Nelly Gallo       | Frente Revolucionario de Izquierda | Tarija              |                                    |                       | 3 de noviembre de 2020 | 3 de noviembre de 2025 |
|         | Partido Demócrata Cristiano (1) |                   | Rodrigo Paz Pereira                | Tarija              |                                    | Primero la Gente (PG) | 3 de noviembre de 2020 | 3 de noviembre de 2025 |

## Resultados electorales

### Presidenciales
|  | 36.51 % |

|  | 28.83 % |

### Parlamentarias
|  | 36.51 % |

|  | 28.83 % |

### Subnacionales
| Año  | Candidato   | Votos | %               | Posición | Resultado | Notas |
| ---- | ----------- | ----- | --------------- | -------- | --------- | --- |
| 2021 | Rudy Destre | 6 616 | \| \| 3.30 % \| | (5°)     | No electo | Como parte de la alianza Cambiemos Ver lista - Creemos - Comunidad Ciudadana - Frente Revolucionario de Izquierda (FRI) - Primero la Gente (PG) - Construyendo Futuro - Partido de Acción Nacional Boliviano (PAN-BOL) |
|      | 3.30 %      |       |                 |          |           | |

| Año  | Candidato      | Votos  | %               | Posición | Resultado | Notas                                                                        |
| ---- | -------------- | ------ | --------------- | -------- | --------- | ---------------------------------------------------------------------------- |
| 2021 | Rodolfo Payllo | 12 779 | \| \| 3.30 % \| | (5°)     | No electo | Como parte de la alianza Comunidad Ciudadana - Autonomías para Bolivia (C-A) |
|      | 3.30 %         |        |                 |          |           |                                                                              |

| Año  | Candidato          | Votos  | %               | Posición | Resultado | Notas                                                                        |
| ---- | ------------------ | ------ | --------------- | -------- | --------- | ---------------------------------------------------------------------------- |
| 2021 | José Flores Burgos | 21 875 | \| \| 2.06 % \| | (5°)     | No electo | Como parte de la alianza Comunidad Ciudadana - Autonomías para Bolivia (C-A) |
|      | 2.06 %             |        |                 |          |           |                                                                              |

| Año  | Candidato              | Votos | %               | Posición | Resultado | Notas                                                                        |
| ---- | ---------------------- | ----- | --------------- | -------- | --------- | ---------------------------------------------------------------------------- |
| 2021 | Samuel Sea Ilimuri (+) | 8 578 | \| \| 0.55 % \| | (10°)    | No electo | Como parte de la alianza Comunidad Ciudadana - Autonomías para Bolivia (C-A) |
| 2021 | Mateo Laura            | 8 578 | \| \| 0.55 % \| | (10°)    | No electo | Como parte de la alianza Comunidad Ciudadana - Autonomías para Bolivia (C-A) |
|      | 0.55 %                 |       |                 |          |           |                                                                              |

| Año  | Candidato           | Votos | %               | Posición | Resultado | Notas                                                                        |
| ---- | ------------------- | ----- | --------------- | -------- | --------- | ---------------------------------------------------------------------------- |
| 2021 | Jhonny Flores Ayala | 6 679 | \| \| 2.58 % \| | (6°)     | No electo | Como parte de la alianza Comunidad Ciudadana - Autonomías para Bolivia (C-A) |
|      | 2.58 %              |       |                 |          |           |                                                                              |

| Año  | Candidato           | Votos | %                | Posición | Resultado | Notas |
| ---- | ------------------- | ----- | ---------------- | -------- | --------- | --- |
| 2021 | Carmen Eva Gonzales | 7 038 | \| \| 13.05 % \| | (3°)     | No electo | Como parte de la alianza Comunidad Integración Democrática (CID) Ver lista - Creemos - Comunidad Ciudadana - Frente Revolucionario de Izquierda (FRI) - Primero la Gente (PG) - Frente de Unidad Nacional (UN) - Movimiento Demócrata Social (MDS) - Columna de Integración |
|      | 13.05 %             |       |                  |          |           | |

| Año  | Candidato              | Votos | %               | Posición | Resultado | Notas                                                                        |
| ---- | ---------------------- | ----- | --------------- | -------- | --------- | ---------------------------------------------------------------------------- |
| 2021 | Miguel Garnica Chojllu | 6 994 | \| \| 2.20 % \| | (7°)     | No electo | Como parte de la alianza Comunidad Ciudadana - Autonomías para Bolivia (C-A) |
|      | 2.20 %                 |       |                 |          |           |                                                                              |

| Año  | Candidato                         | Votos  | %                | Posición | Resultado | Notas |
| ---- | --------------------------------- | ------ | ---------------- | -------- | --------- | --- |
| 2021 | Adrián Oliva Alcázar (reelección) | 52 684 | \| \| 18.05 % \| | (3°)     | No electo | Como parte de la alianza Comunidad de Todos Ver lista - Comunidad Ciudadana - Frente Revolucionario de Izquierda (FRI) - Primero la Gente (PG) - Soberanía y Libertad (SOL.Bo) |
|      | 18.05 %                           |        |                  |          |           | |

#### Municipios ganados
|  | 44,24 % |

|  | 25,26 % |

|  | 55,94 % |

|  | 41,23 % |

|  | 47,14 % |

|  | 35,5 % |

|  | 43,04 % |